# Harmke Pijpers

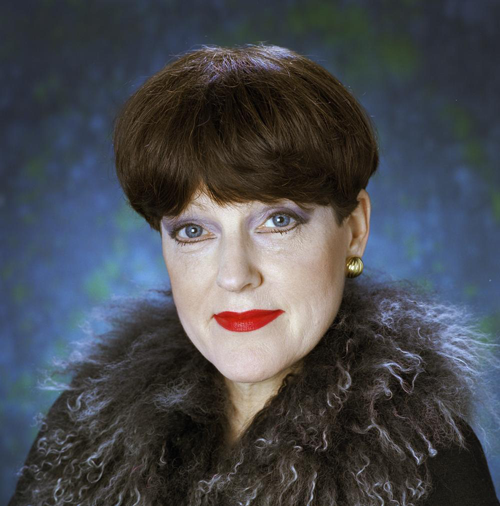
Harmke Pijpers in 1999

Harmke Pijpers (Hilversum, 17 juli 1946) is een Nederlandse journaliste, presentatrice en voice-over van verschillende radio- en televisieprogramma's.

## Carrière

### Eerste decennia
Harmke Pijpers begon haar omroepcarrière eind jaren zestig als "secretaresse met ambitie" bij de VARA, maar kreeg bekendheid toen ze voor de VPRO-radio elke vrijdag Het Gebouw ging presenteren en het programma een bijzonder karakter gaf met haar kenmerkende stem en bijzondere dictie en haar directe vraagstelling.
Door de samenvoeging van programma's op Radio 1 kwam zij terecht bij het Radio 1 Journaal, waar haar rol sterk werd beperkt door het dwingende programma-format. In 2000 stapte ze over naar de AVRO, waar zij zowel op de radio als op de televisie het kunstprogramma Opium presenteerde.
Pijpers heeft daarnaast bij de RVU de programma's Uitstappen en Arabische Verkenningen gepresenteerd. Haar stem was ook te horen bij Discovery Channel en zij deed bij een aantal schooltelevisieprogramma's de voice-over.

### Overstap naar commerciële zenders
Eind 2005 was zij een van de verrassende nieuwe gezichten van de nieuwe televisiezender Talpa, waar zij naast Beau van Erven Dorens het overheersende showgedeelte van het toen nog nieuws- en showprogramma NSE ging presenteren. Dit werk deed zij eerst in afwisseling met Inge Ipenburg, maar nadat die was opgestapt, deed zij de presentatie in afwisseling met Evert Santegoeds. Toen het format van NSE gewijzigd werd in NSE Nieuws, en het programma zich meer was gaan richten op nieuws en minder op sport en amusement, was Pijpers in de rol van presentatrice niet meer nodig. Ze was nog een blauwe maandag te zien in een nieuwe rol als verslaggeefster bij NSE Nieuws, maar nadat het programma van de buis was gehaald, is zij bij de tv-zender van De Mol niet meer op tv teruggekeerd.
Sinds 2006 las ze jaarlijks de vereenvoudigde Troonrede op de Radio Nederland Wereldomroep en presenteert ze sinds september 2007 programma's bij BNR Nieuwsradio.
In 2010 werd ze bekroond met de Oeuvre Award van de Radiobitches Awards.